# Vieux-Villez
 Vieux-Villez  là một xã thuộc tỉnh Eure trong vùng Normandie miền bắc nước Pháp.